# ویژه‌خاره‌ها
ویژه‌خاره‌ها (نام علمی: Idiacanthus) نام یک سرده از تیره اژدهاماهیان است.